# Milica Čubrilo
 (mai 2019).
Si vous disposez d'ouvrages ou d'articles de référence ou si vous connaissez des sites web de qualité traitant du thème abordé ici, merci de compléter l'article en donnant les références utiles à sa vérifiabilité et en les liant à la section « Notes et références ».
Milica Čubrilo, en serbe cyrillique Милица Чубрило (née en 1969 à Carthage, Tunisie), est une femme politique serbe. Elle est membre du Parti démocratique. De mai 2007 à juin 2008, elle a été ministre de la Diaspora dans le second gouvernement de Vojislav Koštunica.

## Biographie
En 1992, Milica Čubrilo 1992 a obtenu une licence à la Faculté de droit à l'Université de Paris II - Panthéon-Assas. En 1993, elle a obtenu un master en anthropologie et en droit à la Sorbonne. De 1996 à 2000, elle a travaillé dans le domaine du tourisme, organisant notamment des événements sportifs et culturels internationaux. De 2001 à 2003, elle a été correspondante pour Le Figaro, La Croix et Radio France internationale.
De 2003 à 2006, Milica Čubrilo a dirigé l'Organisation du tourisme de Serbie (TOS). Elle avait comme mission de promouvoir la Serbie en tant que destination touristique et de coordonner les 80 organismes locaux qui s'occupent du tourisme dans le pays. Pendant son mandat, elle est intervenue sur plus de 300 médias à travers le monde. De ce fait, le nombre de visiteurs étrangers a augmenté de 60 % et le revenu provenant de l'industrie du tourisme a été multiplié par 7. En 2005, la maison d'édition Lonely Planet a désigné la Serbie comme l'une des dix destinations plus intéressantes de la planète. En 2006, Milica Čubrilo a travaillé comme consultante pour l'Agence des États-Unis pour le développement international (USAID), afin de promouvoir le tourisme dans les Balkans.
En 2007, avant de devenir ministre de la Diaspora, elle a travaillé en tant que coordonnatrice du congrès mondial de l'International Press Institute (IPI), prévu à Belgrade en juin 2008.
Elle est ambassadrice de Serbie en Tunisie entre 2010 et 2013.
Milica Čubrilo parle couramment français et anglais et possède une connaissance approfondie de l'italien et de l'espagnol.